# スコット郡 (ミシシッピ州)
スコット郡（スコットぐん、Scott County）はアメリカ合衆国ミシシッピ州に位置する郡である。2000年現在、人口は28,423人である。ここの郡庁所在地はフォレストである。

## 地理
アメリカ合衆国統計局によると、この郡は総面積1,581 km2 (610 mi2) である。このうち1,578 km2 (609 mi2) が陸地で3 km2 (1 mi2) が水地域である。総面積の0.21%が水地域となっている。

## 人口動勢
2000年現在の国勢調査で、この郡は人口28,423人、10,183世帯、及び7,535家族が暮らしている。人口密度は18/km2 (47/mi2) である。7/km2 (18/mi2) の平均的な密度に11,116軒の住宅が建っている。この郡の人種的な構成は白人57.20%、アフリカン・アメリカン38.88%、先住民0.31%、アジア0.18%、太平洋諸島系0.02%、その他の人種2.52%、及び混血0.89%である。この人口の5.84%はヒスパニックまたはラテン系である。
この郡内の住民は28.60%が18歳未満の未成年、18歳以上24歳以下が9.60%、25歳以上44歳以下が27.90%、45歳以上64歳以下が21.40%、及び65歳以上が12.40%にわたっている。中央値年齢は34歳である。女性100人ごとに対して男性は94.40人である。18歳以上の女性100人ごとに対して男性は90.10人である。
この郡の世帯ごとの平均的な収入は26,686米ドルであり、家族ごとの平均的な収入は31,487米ドルである。男性は26,406米ドルに対して女性は18,459米ドルの平均的な収入がある。この郡の一人当たりの収入 (per capita income) は14,013米ドルである。人口の20.70%及び家族の16.50%は貧困線以下である。全人口のうち18歳未満の26.80%及び65歳以上の22.70%は貧困線以下の生活を送っている。

## 都市及び町
- フォレスト (Forest)
- Morton
- Sebastopol